# Nachts (Kafka)
Nachts ist eine unvollendete Prosaskizze von Franz Kafka. Sie entstand wahrscheinlich Ende August 1920 und erschien posthum 1936 in dem Band Beschreibung eines Kampfes. Novellen, Skizzen, Aphorismen aus dem Nachlaß, herausgegeben von Max Brod in Gemeinschaft mit Heinz Politzer. Der Titel stammt von Max Brod.

## Hintergrund
Nach der Rückkehr von einem fast dreimonatigen Kuraufenthalt in Meran verfasste Kafka im Spätsommer und Herbst 1920 zahlreiche kurze Prosastücke, darunter Das Stadtwappen, Gemeinschaft, Nachts, Bei den Toten zu Gast, Zur Frage der Gesetze, Die Truppenaushebung, Die Prüfung, Der Geier, Der Steuermann,  Der Kreisel und Kleine Fabel. Sie bilden das Konvolut 1920 und blieben zu Kafkas Lebzeiten unveröffentlicht. Die meisten der Titel wurden nachträglich von Max Brod hinzugefügt. Der Entstehungszeitraum deutet auf den engen Zusammenhang mit der immer schwierigeren Beziehung zu Milena Jesenská hin, von der sich Kafka am Ende des Jahres trennte. Die Erzählstücke des Konvuluts zeichnen sich aus durch eine Vorliebe „für die Kunst der Parabel, die metaphorische Zuspitzung philosophischer Probleme und vor allem für die Form des Paradoxons, dem er ganz neue Effekte abgewann.“

## Inhalt
Ein anonymer Erzähler, der sich erst am Schluss mit dem Personalpronomen „Du“ einführt, versenkt sich in seine Gedanken über die Nacht, während ringsum die Menschen schlafen. Dabei erscheint es ihm als „eine unschuldige Selbsttäuschung“, dass sie in Häusern in festen Betten schlafen, denn in Wirklichkeit hätten sie sich wie in tiefer Vergangenheit und in ferner Zukunft im Freien zusammengefunden, wo sie „unter kaltem Himmel auf kalter Erde“ schliefen, ohne es zu wissen. Der sich mit „Du“ anredende Erzähler sei einer der Wächter über dieses unübersehbare Heer von Menschen, der mit dem nächsten Wächter durch Schwenken eines brennenden Holzes Kontakt halte. Die Skizze bricht ab mit dem Anfang einer Antwort auf die Frage, warum er wache: „Einer muß dasein, …“

## Interpretation
In seiner einsamen Selbstversenkung in die Nacht entkleidet das reflektierende Subjekt die schlafenden Menschen ihrer zivilisatorischen Hülle: Feste Häuser, Betten, Matratzen und Decken erscheinen ihm als eine Illusion, mit der sich die Zeitgenossen über ihr wirkliches Sein hinwegtäuschen. Dieses unterscheidet sich im Grunde nicht von dem der Menschen der Frühzeit, die noch nomadisch lebten und im Stehen schlafen mussten. Auch in ferner Zukunft werden die Menschen wieder ein solches Leben führen müssen, wenn die Fassade der Zivilisation zusammengebrochen sein wird. Dann wird der eigentliche, sich nicht mehr selbst täuschende Mensch wieder zum Vorschein kommen. Dieser aller Illusionen entkleidete Mensch lebt in einer äußerst negativ dargestellten Welt, in „wüster Gegend“ und „unter kaltem Himmel auf kalter Erde“, er muss unbequem im Stehen schlafen und ist Gefahren ausgesetzt, vor denen ihn Wächter mit Fackeln schützen müssen. Kafka zeichnet hier ein Bild des ausgesetzten, in eine kalte Welt geworfenen Menschen, der ohne Gott, ohne Heimat und ohne Halt inmitten einer unübersehbaren Menschenmasse einsam sein Leben fristet. Diese Existenzform erscheint als die wirkliche Conditio humana, über die durch zivilisatorische Tünche nur hinweggetäuscht wird.
Richard Thieberger hält es für naheliegend, dass mit dem im Freien, in „wüster Gegend“ lagernden Volk das israelitische Volk gemeint ist, das eines Wächters, nämlich seines Führers Moses, bedurft habe. Nach Ansicht E.R. Daveys passt allerdings das Gefühl der Verlorenheit, Orientierungslosigkeit und Verzweiflung weniger zur alttestamentarischen Geschichte von der Reise durch die Wüste ins Gelobte Land als zur Verfolgung der europäischen Juden seit der päpstlichen Bulle 1215, die ihren Höhepunkt 1492 mit der Vertreibung aus Spanien erreichte. Für ihn ist die jüdische Diaspora der deutlichste Ausdruck des irdischen Exils, der die Conditio humana generell kennzeichne, aber nur von den Juden in ihrer Lebenspraxis erfahren würde. In der Tat sind solche Bezugnahmen auf die jüdische Geschichte, mit der sich Kafka intensiv beschäftigt hatte, sehr plausibel, doch erschöpft sich in ihnen keineswegs das Bedeutungspotenzial seiner Erzählungen, die oft – wie auch Nachts – nicht nur unabgeschlossen sind, sondern deren Sinn auch unabschließbar ist. Denn die jüdischen Traditionen wie auch die antiken Mythen werden von Kafka „wie Spurenelemente eingearbeitet, ohne daß sie sich programmatisch markiert und ausgewiesen finden“. Wie die meisten anderen der im Konvulut versammelten Prosastücke geht auch Nachts von einer im weiteren Sinne autobiographischen Konstellation aus, die danach literarisch objektiviert wird. Nichts ist Kafka vertrauter als die Situation des einsam Wachenden in der Nacht, die es ihm ermöglicht, in seinem Zimmer im Elternhaus endlich ungestört seine Texte zu schreiben, während die anderen Familienmitglieder schlafen. In dieser Nachteinsamkeit kann er sich als Schreibender in das eigentliche Sein versenken, das sonst vom Lärm des Tages übertönt wird und den meisten seiner Mitmenschen gar nicht mehr zugänglich ist. Daher handelt dieser kurze Text auch von Kunst und Literatur, ohne dies explizit zu thematisieren: „Von allen – immer partikularen – Künstlerbildern Kafkas ist dies das vielleicht interessanteste und instruktivste. Der Künstler wacht – im Doppelsinn des Wortes – dort, wo die Oberflächen des rational geordneten, gegen alles Unverständliche und Unbeherrschbare abgeschirmten Lebens aufbrechen (die nichts anderes als eine „Selbsttäuschung“ sind) und die Menschen sich, in zivilisationsfern-archaischer Ausgesetztheit, mit dem ‚Fremden‘ konfrontiert sehen, das ihr eigenes ist.“